# In Haven
In Haven (Capri) è una poesia di Caroline Alice Elgar, probabilmente meglio conosciuta nella sua ambientazione musicale come la seconda (e la più breve) canzone composta da suo marito Edward Elgar per il suo ciclo di canzoni Sea Pictures.

## Storia
Elgar mise in musica per voce e pianoforte la poesia di Alice per la prima volta nel 1897 e fu pubblicata sulla rivista culturale "The Dome" nel 1898 con il titolo "Love alone will stay" ("L'amore resterà da solo"). Alice quindi la adattò per Sea Pictures: riordinò i versi, inserendo più allusioni al mare, e fu ribattezzata "In Haven".

## Versi
| "In Haven (Capri)" da Sea Pictures (Op. 37) Closely let me hold thy hand, Storms are sweeping sea and land; Love alone will stand. Closely cling, for waves beat fast, Foam-flakes cloud the hurrying blast; Love alone will last. Kiss my lips, and softly say: "Joy, sea-swept, may fade to-day; Love alone will stay." | "Love Alone Will Stay" come pubblicata in The Dome (1898) Closely cling, for winds drive fast, Blossoms perish in the blast, Love alone will last. Closely let me hold thy hand, Storms are sweeping sea and land, Love alone will stand. Kiss my lips and softly say, "Joy may go and sunlit day, Love alone will stay." |

## Impostazioni di Elgar
Nel terzo verso, i violini vengono aggiunti alla linea vocale. Si conclude con una scala verso l'alto nei violini e un pizzicato sugli archi più bassi.

## Incisioni
Oltre alle registrazioni elencate nella voce Sea Pictures, In Haven è stata incisa da Robert Meadmore.